# Manuel Fernández Acevedo

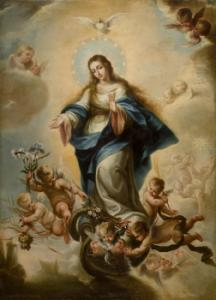
Inmaculada, óleo sobre lienzo, 132 x 94 cm, colección privada.

Manuel Fernández Acevedo  (Madrid, 1744-1800) fue un pintor español de estilo rococó que trabajó al servicio de Carlos IV.
Ceán Bermúdez, que lo llama Manuel Acevedo, se ocupó de él en el apéndice de su Diccionario, donde lo decía discípulo de un desconocido José López, aunque copiando buenos originales había superado a su maestro. Con todo, y aunque tenía noticia de que Acevedo había pintado mucho para fuera de Madrid, decía no conocer de su mano más que un San Juan Bautista y un San Francisco colocados en sus retablos cerca del coro de la iglesia del convento de La Latina e ignoraba sus trabajos para el rey.
Hay noticias de sus trabajos para la corona en el memorial que en 1807 dirigió su viuda al rey solicitando una pensión en atención a los servicios de su esposo. En él, María de Asensio, viuda de Fernández Acevedo, decía que «su difunto marido tuvo el honor de servir a V. M. el espacio de 30 años en la clase de pintor de estatuario, habiendo trabajado en las Casas de Campo de San Lorenzo [de El Escorial] y la del Pardo, continuando luego con las mismas obras que V. M. e dignó confiarle». El informe favorable a la concesión de un subsidio por una vez —la viuda con dos hijas a su cargo declaraba que se veía obligada a mendigar— puntualizaba no obstante que Acevedo nunca había sido pintor de cámara sino compañero de Manuel Pérez Tejero que había sido «pintor de Cámara Adornista». También colaboró con el pintor de cámara Vicente Gómez Alfonso en la decoración de estilo pompeyano de las casitas del príncipe de Asturias en El Escorial y El Pardo y en la Casa del Labrador de Aranjuez.
De su trabajo al óleo, perdidas las obras citadas por Ceán para el convento de monjas concepcionistas franciscanas de la Latina, orden a la que pertenecía una de las hijas del pintor, se conocen firmadas un par de pinturas de la Inmaculada en colecciones privadas, cercanas a modelos anteriores de José Antolínez y Antonio Palomino interpretados con los colores pastel de la pintura rococó, características que se encuentran en un elevado número de otras pequeñas Inmaculadas que pudieran serle atribuidas.